# 12년만의 재회: 달래 된, 장국
《12년만의 재회: 달래 된, 장국》은 2014년 3월 22일부터 2014년 6월 29일까지 방송되었던 드라마다.

## 기획 의도
고교 시절 사랑했던 연인이 가족의 반대로 이별했다가 12년만에 재회하는 내용을 그린 드라마다.

## 등장 인물

### 주요 인물
- 이소연 : 장국 / 장달래(31세) 역 (아역 윤소희) - HK백화점 해외브랜드팀 팀장
- 남궁민 : 유준수(31세) 역 (아역 이원근) - HK백화점 국내브랜드팀 팀장
- 이태임 : 주다해(31세) 역 (아역 류효영) - 대학병원 정형외과 레지던트

### 달래네
- 배종옥 : 최고순 역 - 장국의 어머니, '달래가온'의 CEO
- 오승윤 : 장훈 역 (아역 라윤찬) - 장국의 남동생, 물리치료사
- 서우림 : 여일숙 역 - 장국의 할머니
- 김영란 : 여삼숙 역 - 장국의 이모할머니
- 엄효섭 : 장국 아버지 역 - 장국의 아버지. 교통사고로 사망 (특별출연)

### 준수네
- 박해미 : 평범숙 역 - 준수와 준성의 어머니
- 천호진 : 유정한 역 - 준수와 준성의 아버지, 부동산 중개사무실 운영
- 김시후 : 유준성 역 (아역 최원홍) - 준수의 동생, 대학병원 레지던트 1년차
- 안신원 : 유수한 역 - 준수네 삼촌, 전임교수
- 정경순 : 유정숙 역 - 준수네 고모 (특별출연)

### 다해네
- 지수원 : 김영희 역 - 다해의 어머니, 피부관리실 운영
- 이한위 : 주철수 역 - 다해의 아버지
- 냐프엉 : 하미 역 - 철수의 베트남 현지처, 베트남 현지 사무소 말단 직원
- 최로운 : 주홍 역 - 다해의 이복동생

### 그 외 인물
- 정찬 : 허세민 역 - 사기꾼
- 정인선 : 강함초 역 (아역 이영은) - '달래가온'의 직원
- 이용주 : 박무철 역 (아역 한민) - HK백화점 보안팀장, 준수와 달래의 직장동료
- 조아영 : 박무희 역 (아역 이도연) - 고3 수험생
- 이서연 : 강 대리 역 - HK백화점 해외브랜드팀 팀원
- 최성준 : 박 대리 역 - HK백화점 국내브랜드팀 팀원
- 신동미 : 여옥 역 - 유수한의 여자친구
- 이신애 : 스튜어디스 역
- 이성은
- 이윤상 : 변호사 역
- 권남희 : 장국 아버지 사건 가해자의 어머니 역
- 김유현 : 장국 아버지 사건의 가해자 역
- 이재은 : 준수네 가사도우미 역
- 안장훈 : 학교 경비원 역
- 리원익
- 백종건 : 장우 패거리 1 역 - 명성고 일진
- 박성민 : 장우 패거리 2 역 - 명성고 일진
- 김성찬 : 장우 패거리 3 역 - 명성고 일진
- 오창석
- 송영재 : 김 전무 역
- 소희정 : 다해의 담임선생님 역
- 엄태욱 : 무혁과 무희의 아버지 역
- 남상백
- 윤가현 : 진도 마을주민 역
- 곽수정 : 진도 마을주민 역
- 박용 : 세탁소 사장 역
- 서광재 : 의사 역
- 정기선 : 염전 사장 역
- 홍성숙 : 범숙과 영희의 지인 역
- 육미라 : 범숙과 영희의 지인 역
- 강민주
- 박은영 : 진도 마을주민 역
- 송영규 : 이주호 역 - 허세민의 동업자이자 사기꾼
- 최정화 : 진도 마을주민 역
- 김형찬
- 정민경
- 이현아
- 김선영
- 이현욱 : 스파게티 가게 가짜 사장 역
- 이영실 : 의사 역
- 정나린
- 설창희 : 의사 역
- 손희순 : 유정한의 어머니 역
- 이대승
- 차세영
- 유민주
- 정자영
- 진영범
- 장가현 : 스파게티 가게 사장 역
- 김현
- 이신애
- 김현숙
- 나종수 : '달래가온'의 주방장 역
- 임정옥 : '달래가온'의 직원 역
- 최남욱
- 김유진
- 오정원 : 피부관리실 고객 역
- 김영민
- 이종래 : HK그룹 전무이사 역
- 최철규
- 서지연 : 박효림 역 - HK백화점 해외브랜드팀 팀원
- 최준
- 오정후
- 이찬희
- 주양돈
- 반혜라 : 부동산중개업자 역
- 조수연
- 노성은
- 김민상
- 기연호 : 운동치료 받는 환자 역
- 안지혜
- 김추월 : 집주인 역
- 이성희 : Bar 사장 역
- 광태 : Bar 직원 역
- 권영경 : 벌초하다 산에서 떨어진 환자의 보호자 역
- 허성 : 벌초하다 산에서 떨어진 환자 역
- 정현석 : 119구조대원 역
- 임지현 : 소라 역 - 장훈의 여자친구
- 김선녀 : 찜질방 음식점 사장 역
- 장문규 : 의사 역
- 민준현 : 경찰 역
- 박통일 : 집주인 역
- 주부진 : 팔에 깁스한 환자 역
- 김난영 : 팔에 깁스한 환자의 보호자 역
- 김연수 : HK백화점 직원 역
- 강민정 : HK백화점 직원 역
- 서지미 : HK백화점 직원 역
- 김수련
- 이우신 : 진료과장 역
- 주동희 : 의사 역
- 이미숙
- 김기성

### 특별출연
- 홍지민 : 장국과 준수의 담임선생님 역 (1~8회, 13회)
- 김재화 : 스튜어디스 역 (1회)
- 정규수 : 강함초의 아버지 역 (3회, 5~9회)
- 정가은 : 윤정희 역 - 준수의 소개팅녀 (17회)
- 난아진 (17회)
- 강지섭 : 장우 역 (아역 이루리) - 명성고 일진, 일명 'Mr.Woo' (23~25회)

## 시청률
| 2014년 | 2014년   | 2014년                             | 2014년                              |
| 회차   | 방송일   | TNmS 시청률 (수도권 유료가구 기준) | AGB닐슨 시청률 (전국 유료가구 기준) |
| ------ | -------- | ---------------------------------- | ----------------------------------- |
| 제1회  | 3월 22일 |                                    | 1.497%                              |
| 제2회  | 3월 23일 |                                    | 1.445%                              |
| 제3회  | 3월 29일 |                                    | 1.617%                              |
| 제4회  | 3월 30일 |                                    | 1.665%                              |
| 제5회  | 4월 5일  |                                    | 1.158%                              |
| 제6회  | 4월 6일  |                                    | 1.335%                              |
| 제7회  | 4월 12일 |                                    | 0.939%                              |
| 제8회  | 4월 13일 |                                    | 1.194%                              |
| 제9회  | 5월 3일  |                                    | 0.716%                              |
| 제10회 | 5월 4일  |                                    | 0.845%                              |
| 제11회 | 5월 10일 |                                    | 0.678%                              |
| 제12회 | 5월 11일 |                                    | 1.013%                              |
| 제13회 | 5월 17일 |                                    | 0.714%                              |
| 제14회 | 5월 18일 |                                    | 1.222%                              |
| 제15회 | 5월 24일 |                                    | 0.635%                              |
| 제16회 | 5월 25일 |                                    | 0.814%                              |
| 제17회 | 5월 31일 |                                    | 0.812%                              |
| 제18회 | 6월 1일  |                                    | 1.082%                              |
| 제19회 | 6월 7일  |                                    | 0.659%                              |
| 제20회 | 6월 8일  |                                    | 0.976%                              |
| 제21회 | 6월 14일 |                                    | 0.676%                              |
| 제22회 | 6월 15일 |                                    | 0.779%                              |
| 제23회 | 6월 21일 |                                    | 0.726%                              |
| 제24회 | 6월 22일 |                                    | 0.999%                              |
| 제25회 | 6월 28일 |                                    | 0.709%                              |
| 제26회 | 6월 29일 |                                    | 0.932%                              |

## 결방
- 2014년 4월 19일 ~ 4월 20일 : 뉴스특보 편성으로 인한 결방